# Boma (folk)
Boma, eller bomafolket (även baboma, bamboma, bama, bavelele, bomas, mboma, wabuma, boma kasai eller buma), är ett bantufolk i Kongo-Kinshasa. Det är ett samlingsnamn för flera grupperingar, boma nku och boma ngeli. Deras samhällen ligger på båda sidorna av de nedre delarna av floderna Kasai och Lukenié. De har en uppskattad befolkning på 45 000 människor, mestadels kristna. De lever av jordbruk, boskap och fiske. Även deras språk heter boma, vilket tillhör den så kallade boma-dzing-gruppen, en gren av bantuspråken. Bomas kultur återspeglar delvis det kulturella och språkliga arvet från teke och kongofolket.

## Geografi
Boma nku lever i söder, i den historiska Kasairegionen, mitt i Kasaifloden. Och boma ngeli lever i norr, i Mushieområdet. De kommer från länderna som omger de övre delarna av floden Lukenié.

## Historia
År 1641 grundades Bomariket genom en klan från ngeligrenen. Den lilla staten följde Boliastädernas politiska modell. Dessa städer norr om Mai-Ndombesjön organiserades i byar ledda av äldsteråd. De hade en kung som enligt traditionen var vald av andarna. Han var tvungen att vara en trollkarl för att komma åt positionen som huvudhövding för samhället. Han kunde dock inte avskeda någon byhövding. Bomakungen tillägnade sig gudomliga dygder och omgav sig med ett kungligt hov. Ngeli blev den härskande klassen i riket. De kunde bara gifta sig med nkumuklassen, också belägen i rikets elit. Fria män kunde också gifta sig med nkumu, men aldrig ngeli. Bomariket blev involverat i slavhandeln som ödelade regionen.

## Samhälle
De saknar en centraliserad organisation. Boma nku är organiserade i byar som styrs av den äldsta klanen som i sin tur utser domare för byarna. Vissa byar förblev politiskt isolerade och andra bildade små hövdingadömen. Hövdingen för den dominerande klanen bildade en liten domstol och samlade in skatter från byarna.

### Ekonomi
Boma var de första som började odla sockerrör. Under Bomariket handlade de med elfenben, virke och slavar, både med kuststäderna och med européer. För närvarande lever de av jordbruk, boskap och fiske.

### Religion
97 % av befolkningen är kristna, mestadels katoliker. Traditionell religion är fortfarande i bruk.

## Sverige och boma
Den svenske intendenten Erik Pihl var anställd av Kongostaten och var under åren 1897-1900 stationerad vid stationen Mushie vid Kasaifloden. Under denna tid kom han i kontakt med boma och samlade in flera föremål som idag finns på Etnografiska museet, Stockholm.